# Txalaparta
A txalaparta – ejtsd: [csalaparta] – baszk népi ütőhangszer, amely az idiofon hangszerek családjába tartozik. A megszólaltató játékos a txalapartari. A hagyományos txalaparta általában két, tartóként használt tárgyból (kosarak, székek, padok stb.), rajtuk valamilyen szigetelőanyagból (kukoricalevél, összetekert régi zsákok, szalma stb.) és ezekre téve egy fából készült lapból áll, amelyet két játékos négy pálcával üt. A falap készülhet égerből, kőrisből, gesztenye- vagy más, a területen honos faféléből. Hagyományosan két vagy három fatáblát használnak a txalapartához, de újabban léteznek egy tucat falapból összeállítottak is, amelyek közül mindegyiknek más a hangzása, így akkordok és dallamok is játszhatóak rajtuk.

## Fordítás
- Ez a szócikk részben vagy egészben  a   Txalaparta című spanyol Wikipédia-szócikk fordításán alapul.  Az eredeti cikk szerkesztőit annak laptörténete sorolja fel. Ez a jelzés csupán a megfogalmazás eredetét és a szerzői jogokat jelzi, nem szolgál a cikkben szereplő információk forrásmegjelöléseként.

## Külső hivatkozások
- Construcción de instrumentos tradicionales – La txalaparta